# 元載
元載（713年—777年5月10日），字公輔，凤翔府岐山县（今陕西省鳳翔縣）人，唐代宗時期的宰相。

## 簡介
元载生父不详，母亲携元载改嫁景昇。继父景昇为唐太宗子曹王李明王妃元氏收田租得力，景昇向元妃请求后賜姓元，改称元昇。因元载冒姓元氏，《新唐书·宰相世系表》未将他列入元氏表。
《旧唐书》称他“性惠敏，博览子史，尤学道书”，天寶初，因熟讀莊子、老子、列子、文子之學，以道家學說考上進士，後任新平尉。至德初年，江都采访使李希言上書，請求讓元載擔任自己的副官，擢祠部员外郎、洪州刺史。入为度支郎中，唐肃宗驚異於他對答敏捷；之後累迁户部侍郎，充度支、江淮转运等使。在肅宗朝，因與掌權宦官李輔國之妻元氏同族而受到重用，管理漕運。
寶應元年（762年）代宗執政，宰相蕭華罷官，元載由戶部侍郎接任為中書侍郎同平章事（即宰相）加集賢殿大學士，修國史。又加銀青光祿大夫，封許昌縣子。
因先後助代宗殺了李輔國以及後來的魚朝恩兩個掌權宦官而更加受到皇帝信任，“志气骄溢，每众中大言，自谓有文武才略，古今莫及，弄权舞智，政以贿成，僭侈无度。”此後營專其私產，大興土木，排除異己，最後因為貪賄被殺、抄家，有赃物胡椒八百石，钟乳五百两。(唐代鍾乳磨成粉之後，被認為是一種神奇的性藥。)
代宗積怒難消，終於在大歷十二年（777年）三月庚辰，下詔賜元載自盡，連同妻子王韞秀（王忠嗣女，或误作王缙女，唐代名媛、詩人），兒子扬州兵曹参军元伯和、祠部员外郎元仲武、校书郎元季能一併赐死。
野史载其有爱妾薛瑶英，在其死后改嫁。“及死，行路无嗟惜者”。宋代羅大經在《鶴林玉露》一書中感嘆：“臭襪終須來塞口，枉收八百斛胡椒”。其著作有全集十卷，《全唐诗》收有一詩《别妻王韞秀》。
元载死前官爵为银青光禄大夫、中书侍郎、平章事、颍川郡公。银青光禄大夫行兵部侍郎李纾为元载作《唐故中书侍郎平章事颍川郡公元府君墓志铭并序》，记载元载继父景昇祖上：景昇祖父景扬名，魏王文学；父景敬同，赠兵部尚书；景昇本人赠户部尚书。
唐德宗继位后，追念元载帮助自己成为皇太子，于784年追复元载官爵，许以改葬，但也因元载的宅邸过于奢侈而下令拆除。元载生前的下属許初、楊皎、紀慆出资改葬元载。元载初谥荒，后改为贬义稍弱的成纵。唐文宗开成初年，严厚本以元载有翊戴德宗之功，主张改其谥号为忠并得到通过。

## 延伸阅读
[在维基数据编辑]
 在维基文库阅读此作者作品
 《舊唐書/卷118》，出自刘昫《舊唐書》
 《新唐書·卷145》，出自《新唐書》